# Síndrome de Ochoa
El síndrome de Ochoa o síndrome urofacial de Ochoa, abreviado UFOS es una enfermedad rara, descrita en 1979 por el Dr. Elejade, observando pacientes encontrados por el médico colombiano Bernardo Ochoa en Medellín, Colombia en 1960. También es conocida como hidronefrosis con expresiones faciales peculiares.
Es una enfermedad hereditaria de tipo autosómico recesivo, que consiste en una alteración desconocida localizada en el brazo largo del cromosoma 10  (10q23-q24)  caracterizada por presentar expresiones faciales invertidas (ponen cara de llorar cuando parece que van a reír y a la inversa) asociadas a una enfermedad obstructiva del tracto urinario y estreñimiento. Se han comunicado hasta la fecha 100 casos similares.
Siroki (1982) explica la coincidencia de síntomas porque la micción es un reflejo central controlado por la formación reticular, que anatómicamente está próximo a los núcleos de los nervios faciales